# 원주민

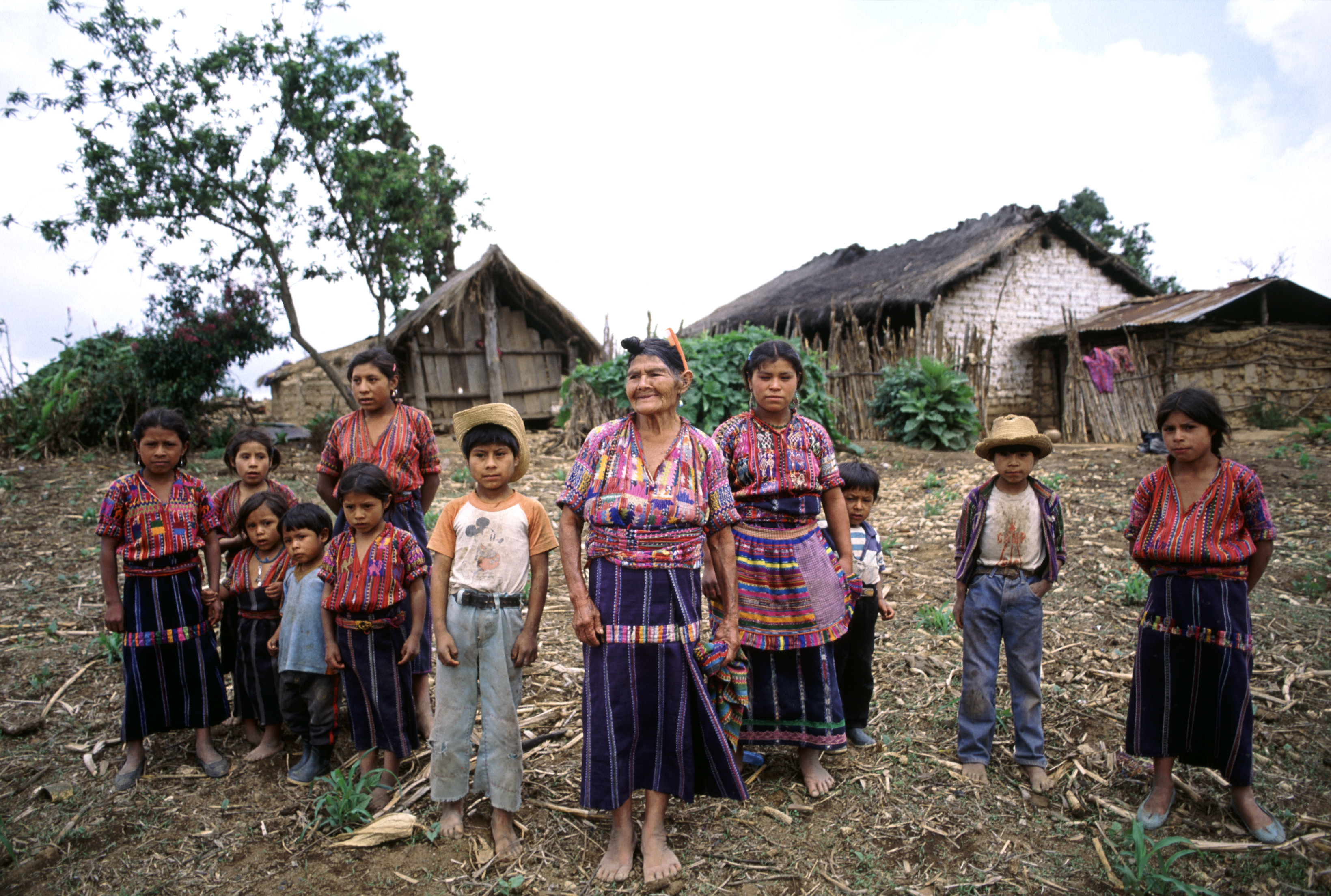
1993 과테말라 파츠툰 마을의 마야 가족

원주민(原住民) 또는 선주민(先住民) 원래 지역에 살던 종족을 부르는 말로, 개척지 또는 이주지 이전부터 살고 있던 사람들을 말한다.
원주민에 대해 일반적으로 받아들여지는 정의는 없다. 그러나 21세기에는 자기 정체성, 한 국가 내 다른 집단과의 문화적 차이, 전통 영토와의 특수한 관계, 지배적인 문화 모델 하의 예속과 차별 경험에 초점이 맞춰져 있다.
원주민 인구 추정치는 2억 5천만 명에서 6억 명에 이른다. 남극 대륙을 제외하고 사람이 거주하는 모든 기후대와 전 세계 대륙에 약 5,000명의 고유한 원주민이 퍼져 있다. 대부분의 원주민은 자신이 거주하는 주 또는 전통 영토에서 소수에 속하며 다른 집단, 특히 비원주민의 지배를 경험했다. 많은 원주민이 유럽 국가의 정착민에 의해 식민지화를 경험했지만 원주민의 정체성은 서구 식민지화에 의해 결정되지 않는다.
원주민의 권리는 국내법, 조약 및 국제법에 명시되어 있다. 1989년 원주민 및 부족민에 관한 국제노동기구(ILO) 협약은 원주민을 차별로부터 보호하고 개발, 관습법, 토지, 영토 및 자원, 고용, 교육 및 건강에 대한 원주민의 권리를 명시한다. 2007년 유엔(UN)은 자결권과 문화, 정체성, 언어, 의식, 고용, 건강, 교육 및 천연자원에 대한 접근권을 보호할 권리를 포함하는 원주민 권리 선언을 채택했다.
원주민들은 주권, 경제적 복지, 언어, 문화유산, 문화의 기반이 되는 자원에 대한 접근권에 대한 위협에 계속해서 직면해 있다. 21세기에 원주민 단체와 원주민 옹호자들은 원주민 권리에 대한 수많은 명백한 침해를 강조해 왔다.

## 같이 보기
- 선주민 권리 선언
- 동화정책
  - 황민화정책
- 식민주의
- 문화적 전유
- 소수 집단
- 생태관광
- 인권
- 원주민주의
- 무형문화유산
- 국제 원주민의 날
- 실종 및 살해된 원주민 여성
- 미접촉부족
- 대표 없는 국가 민족 기구